# ルイス・ヒル
ルイス・ヒル（Lewis Hill、1919年5月1日 - 1957年8月1日）は、アメリカ合衆国の実業家。
ラジオ局「KPFA」および「パシフィカ・ラジオ」の共同設立者。ラジオ局「KPFA」はアメリカで初の、リスナーがスポンサーとなる形式のラジオ局であった。

## 経歴
1919年5月1日にカンザス州カンザスシティで誕生。父親は弁護士であり、石油会社をJPモルガンに売却する取引を仲介して財を成した。母親の弟は、フィリップス石油の創設者フランク・フィリップスである。ルイスは優秀な成績であり公立学校では彼の能力に見合う教育を提供できなくなったことから、ミズーリ州レキシントンのウェントワース陸軍士官学校に入ることになった。後に彼の妻は陸軍士官学校での生活を「軽蔑していた」そうだが、大学の最初の2年間をここで過ごし、テニスのダブルスでミズーリ州のチャンピオンにもなった。その後、彼はスタンフォード大学に編入した。
スタンフォード大学に在学中の1937年、彼はクエーカーに興味を持ったことがきっかけで、平和主義の信念を持つようになった。第二次世界大戦中、彼は良心的兵役拒否者として文民公共奉仕に従事した。1945年、彼はワシントンD.C.での職を辞め、カリフォルニア州バークレーに移住した。
1949年にラジオ局「KPFA」を設立。そして同局を財政的に支援するため、パシフィカ財団を立ち上げた。その後、1957年に自殺するまでパシフィカの代表を務めた。